# Izegrim
 Izegrim este o trupă olandeză cu solistă vocal din Zutphen, Țările de Jos. Trupa abordează genul thrash metal cu influențe death metal și a fost înființată în 1996 de către chitaristul Jeroen Wechgelaer (ex Deluzion) și bateristul Joep van Leeuwen (ex Solstice). În acest moment Jeroen Wechgelaer este singurul membru rămas din componența originală. Formația a fost inițial numită Isegrim, dar și-a schimbat numele după primul demo.

## Istoric

### 1996-2005
Izegrim a fost înființată în 1996, în Zutphen, de către chitaristul Jeroen Wechgelaer și bateristul Joep van Leeuwen (Ränz). Joep a invitat-o pe Kristien Dros (Krisz) ca solistă vocal, ea atrăgând atenția cu interpretarea death growl. Inițial, trupa a experimentat folosind și claviaturi, dar după plecarea Anitei Luderer (Anita L.) s-a revenit la componența tradițională (voce, chitară, chitară bas și baterie).
În această fază bateristul Joep a compus versurile cântate de vocalista Krisz. Chitaristul Niels Donninger, care l-a înlocuit pe Jeroen van Heuvelen după doar câteva luni, a primit oferta de a cânta cu trupe Goddess of Desire și a părăsit Izegrim în 1999. El a fost înlocuit pentru scurtă vreme de Corvin Keurhorst, apoi de Carsten Altena, în 2000. În 2004, basista și dublura de voce Anita Borst a plecat din trupă, iar în locul ei a fost adusă Marloes Voskuil.

### 2005-prezent
În 2005, chitaristul Bart van Ginkel s-a alăturat trupei pentru a-l înlocui pe Carsten. Stilul lui agresiv, în viteză, și abilitatea de a realiza solo-uri rapide și melodioase au permis trupei să-și definească un sunet mai matur. Când, în 2008, bateristul Joep a fost schimbat cu Ivo Maarhuis, iar părțile vocale au fost predate de Kristien basistei Marloes Voskuil, trupa a suferit ultima metamorfoză importantă. Versurile au căpătat un conținut diferit, iar membrii formației au renunțat la alias-uri. Cu această nouă componență Izegrim au început să participe la festivaluri mai multe și mai importante, pe scene naționale și internaționale, printre care un turneu european cu englezii de la Onslaught. În 2009, Izegrim au înregistrat EP-ul Point Of No Return, cu ajutorul căruia au obținut un contract cu casa de discuri franceză Listenable Records. La aceeași casă trupa a lansat și următoarele două albume, Code Of Consequences (2011) și Congress of the Insane (2013).

## Componență

### Formula actuală
- Jeroen Wechgelaer (chitară)
- Marloes Voskuil (bas și voce)
- Bart van Ginkel (chitară solo)
- Ivo Maarhuis (baterie)

### Foști membri
- Joep van Leeuwen (baterie 1996-2008)
- Niels Donninger (chitară 1997-1999)
- Anita Luderer (claviaturi 1997-1998)
- Kristien Dros (voce 1997-2008)
- Anita Borst (voce și chitară 1997-2004)
- Corvin Keurhorst (chitară 1999-2000)
- Carsten Altena (chitară 2000-2005)

## Discografie

### Albume de studio
- Guidelines for Genocide (2002)
- Tribute to Totalitarianism (2008)
- Code of Consequences (2011)
- Congress of the Insane (2013)[1]

### EP-uri
- Bird of Prey (1999)
- New World Order (2005)
- Point of No Return (2009)

### Demo-uri
- Most Evil (1998)
- Izegrim (2002)[2]